# Pietro Paolo Baldinacci
Pietro Paolo Baldinacci (XVI secolo) è stato un pittore italiano del Rinascimento attivo a Gubbio nella prima metà del XVI secolo.

## Biografia
Fu allievo di Bernardino di Nanni a Gubbio. Dipinse in uno stile che ricorda Sinibaldo Ibi e Orlando Merlini. Lo stendardo raffigurante San Ubaldo, San Pietro Martire e la Croce nella chiesa di Santa Croce della Foce a Gubbio è attribuito a lui.  Tra i suoi allievi vi fu il pittore di Gubbio, Benedetto Nucci. 